# 洛濟諾
49°56′52″N 23°48′53″E / 49.94778°N 23.81472°E
洛濟諾（烏克蘭語：Лозино），是烏克蘭的村落，位於該國西部利沃夫州，由亞沃里夫區負責管轄，始建於1444年，面積1.19平方公里，海拔高度314米，2001年人口340，人口密度每平方公里284.76人。